# Chiesa di San Biagio (Alleghe)
La chiesa di San Biagio è la parrocchiale di Alleghe, in provincia di Belluno e diocesi di Belluno-Feltre; fa parte della convergenza foraniale di Agordo-Livinallongo.

## Storia

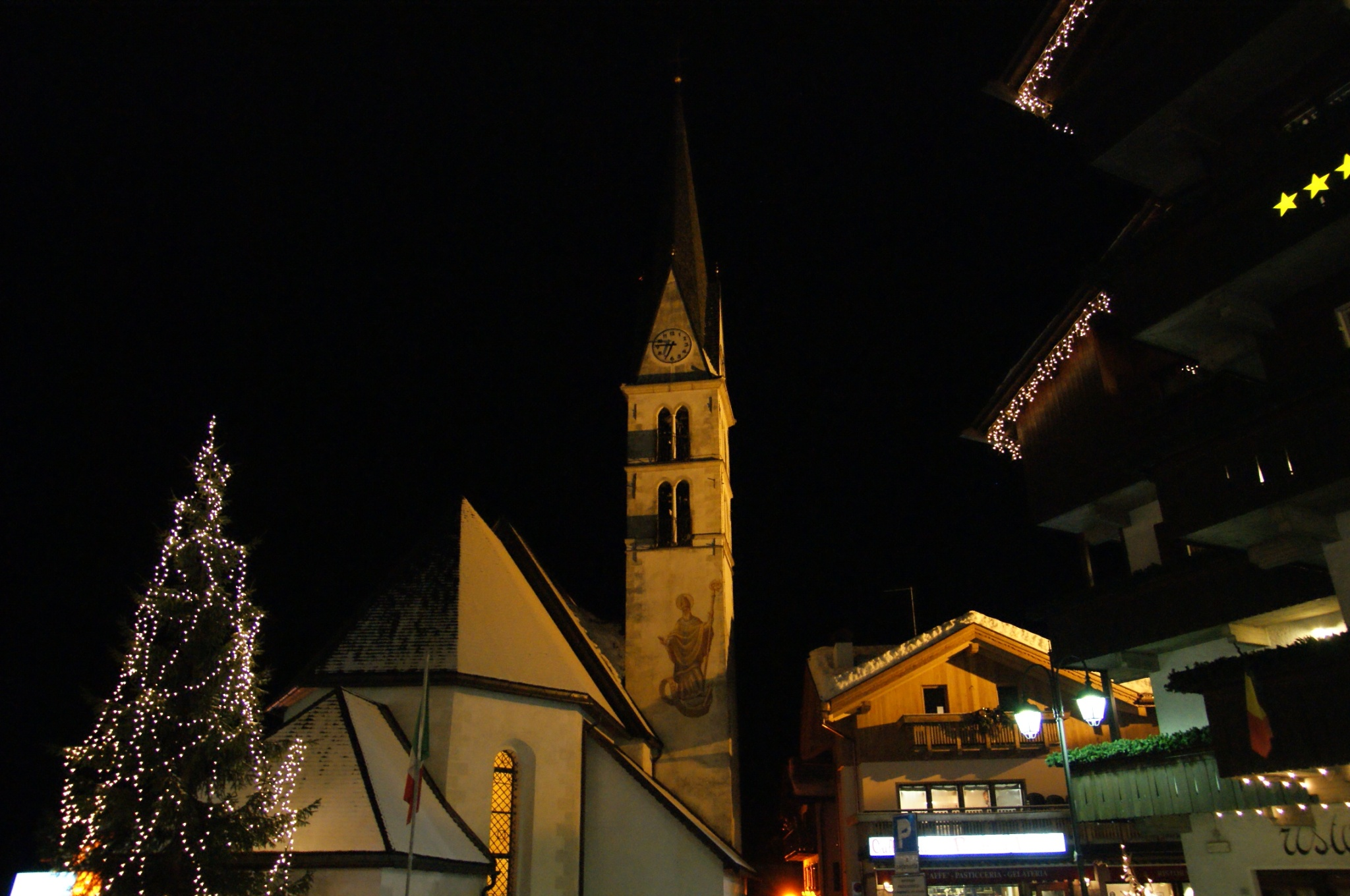
La chiesa fotografata di notte

La prima citazione di una chiesa ad Alleghe è da ricercare in una bolla emessa nel 1185 da papa Lucio III.

Nel 1466 questa cappella fu consacrata dal vescovo Antonio da Fabriano; nel XVI secolo la chiesa venne probabilmente rifatta, essendo stata consacrata nuovamente nel 1539 dal vescovo Filippo Donati.

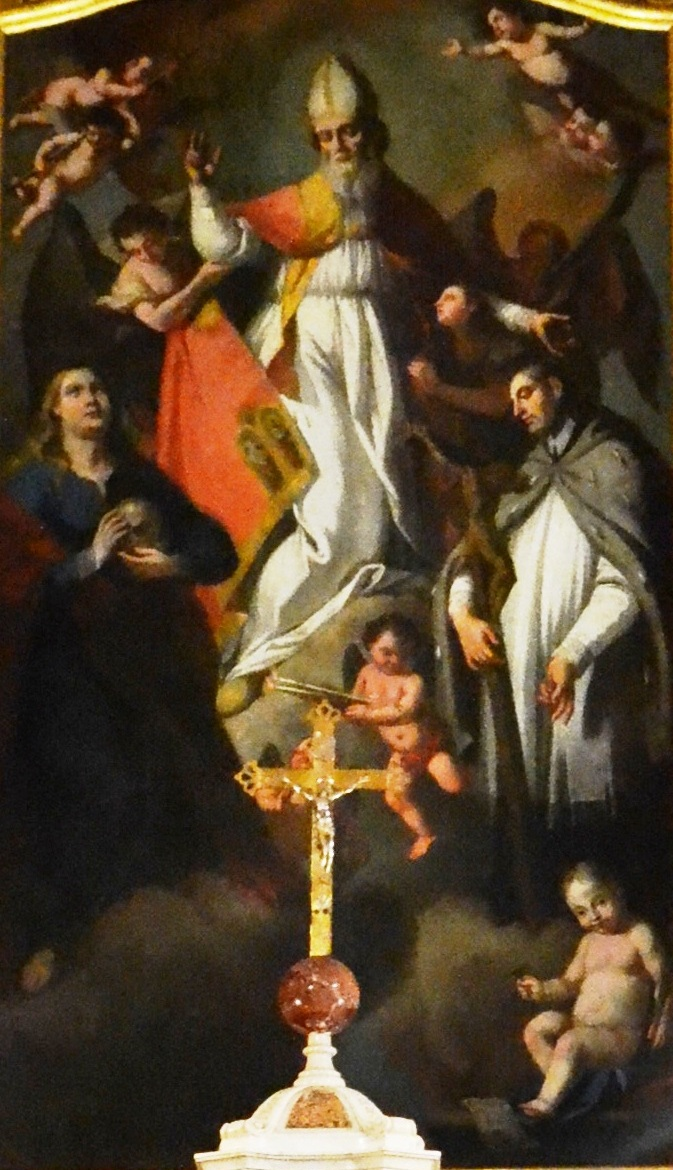
La pala raffigurante San Biagio in gloria tra i santi Maria Maddalena e Giovanni Nepomuceno

 Questa chiesa si presentava ad una sola navata suddivisa in tre campate e ospitante tre altari, con la volta caratterizzate da costoloni, con sei finestre in facciata e nelle pareti laterali e tre dell'abside; accanto alla chiesa sorgeva la torre campanaria gotica.
Negli anni settanta del Settecento una frana piombò nel lago che sorge vicino al paese e da esso si originò un'onda che investì l'abitato, danneggiando gravemente la chiesa; l'attuale parrocchiale, che ingloba alcune parti della precedente, venne portata a compimento nel 1783.
Nel 1889 un incendio rovinò il paese e anche la chiesa subì dei danni, che dovettero essere sanati.

## Descrizione
Opere di pregio conservate all'interno della chiesa sono l'organo, costruito nel XVIII secolo e restaurato nel 2005 dalla ditta Zanin di Codroipo, la statuetta della Madonna di Loreto, scolpita in legno di tiglio tra il 1560 e il 1570 circa, la pala ritraente San Biagio in gloria tra i santi Maria Maddalena e Giovanni Napomuceno, eseguita nel XVIII secolo dal moenese Valentino Rovisi allievo di Giovan Battista Tiepolo, gli affreschi raffiguranti la Gloria di San Biagio, il sogno di Giacobbe, il sacrificio di Noè e il giudizio di Salomone, dipinti dal Rovisi e dall'altoatesino Josef Adam Mölk, la tela con l'Assunzione della Beata Vergine Maria tra i santi Antonio Abate e Vincenzo Ferrer, eseguita nel 1780 da Vicenza Giovanna Rovisi, e la tela della Madonna della Neve, risalente al 1784.
Il campanile è caratterizzato dalla presenza sulla parete esterna di un affresco ritraente San Biagio nell'atto di benedire, eseguito dal tedesco Kurt Geibel Hellmek.